# قسم محمد أباد الريفي (مقاطعة عنبر أباد)
قسم محمد أباد الریفي (بالفارسية: دهستان محمدآباد) هو قسم ريفي يقع في إيران في الناحية المركزية لمقاطعة عنبر أباد في محافظة كرمان. يقدر عدد سكانها بـ 5,358 نسمة .